# Wairau Lagoon
Die Wairau Lagoon ist ein küstennahes Gewässer im Wairoa District der Region Hawke’s Bay auf der Nordinsel von Neuseeland.

## Geographie
Die Wairau Lagoon befindet sich rund 6,7 km östlich der Mündung des Wairoa River in die Hawke Bay und rund 7 km ostsüdöstlich des Stadtzentrums von Wairoa. Das Gewässer ist durch Aufschüttungen in sieben Teile unterteilt und umfasst insgesamt eine Fläche von ca. 35 Hektar. Es erstreckt sich dabei in einer leichten Nordnordost-Südsüd-West-Ausrichtung über eine Länge von rund 1,17 km und misst an seiner breitesten Stelle rund 295 m in Westnordwest-Ostsüdost-Richtung.
Gespeist wird die Lagune hauptsächlich von einem von Norden zulaufenden unbenannten Stream. Über einen Abfluss verfügt das Gewässer nicht.
Die Wairau Lagoon gehört zu einem größeren Feuchtgebietkomplex an der Küste, zu dem unter anderem von West nach Ost gelistet die Lagunen Ngamotu Lagoon, Waihoratuna Lagoon, Ohuia Lagoon, Te Paeroa Lagoon und Whakaki Lagoon zählen.